# Tann (Ludwigsau)
Tann ist ein Ortsteil der Gemeinde Ludwigsau im Nordosten Hessens im Landkreis Hersfeld-Rotenburg, im östlichen Teil des Knülls gelegen.

## Geographische Lage
Der Ort liegt im Rohrbachtal, das unter der Bezeichnung Besengrund bekannt ist. In der Ortsmitte mündet der Biedebach in den Rohrbach. Durch den Ort verläuft die Landesstraße 3254.
In den vergangenen Jahrhunderten betrieben die Einwohner neben der Land- und Forstwirtschaft die Handwerke Korbmacher  und Besenbinder. Hiervon leitet sich die eingeführte Bezeichnung Besengrund für das Bachtal ab.
Mitten im Dorf stehen eine alte Linde und die im Jahr 1776 im hessischen Fachwerkstil erbaute Kirche.

## Geschichte

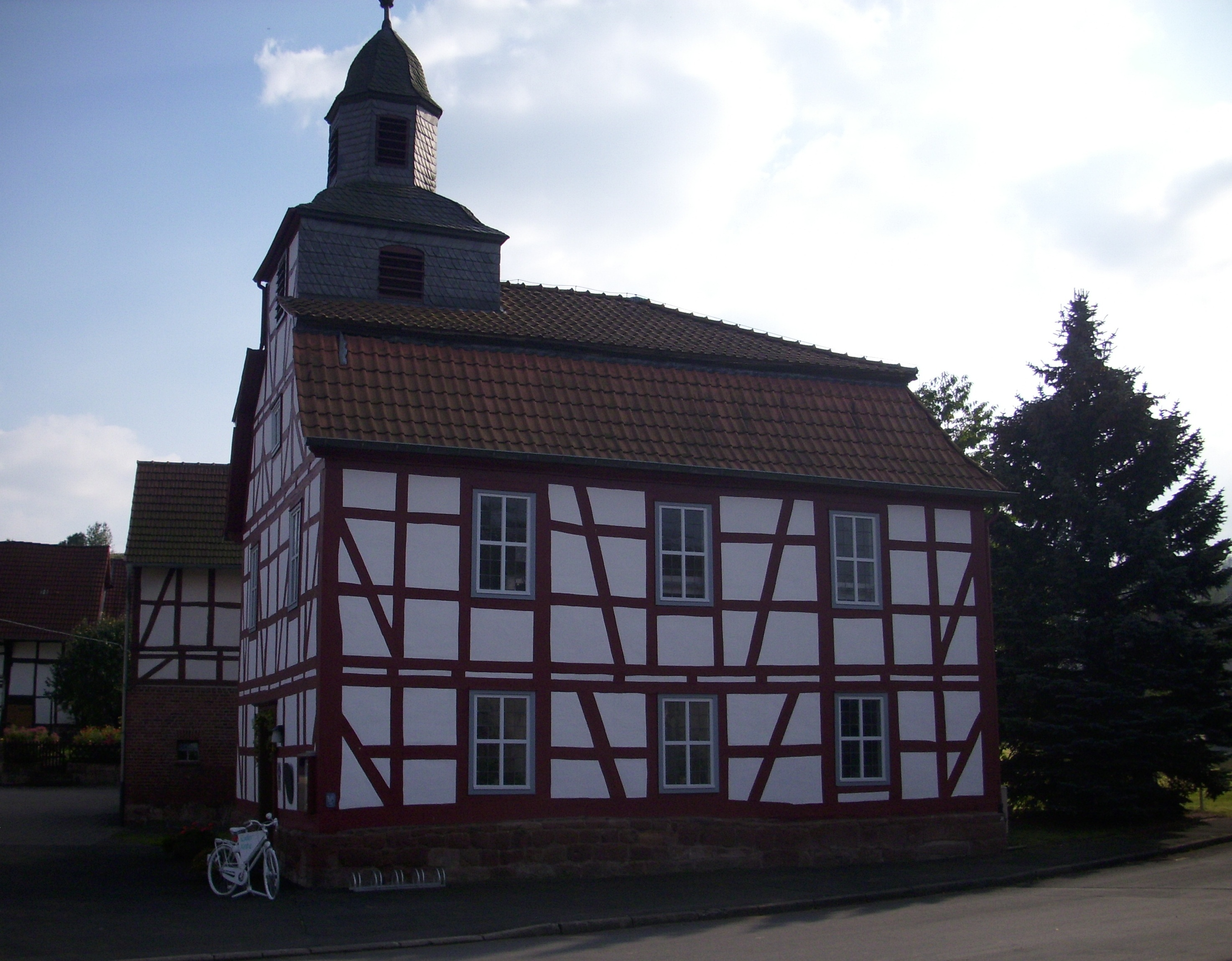
Die evangelische Kirche in Tann.

Erstmals schriftlich erwähnt wurde Tann soweit bekannt im Jahre 1355. Das Gericht „in der Rohrbach“ (später Gericht  Ludwigseck) bestand 1538 aus den Dörfern Beenhausen, Gerterode, Heierode, Rohrbach, Ober- und Niederthalhausen sowie Tann. Teilweise werden auch Ersrode, Trunsbach und die Wüstung Schöpbach dazugezählt. Die Gerichtsstätte befand sich im Dorf Tann. Das Gericht gehörte ab 1579 zum Amt Rotenburg, welches von 1627 bis 1835 Teil der Rotenburger Quart war.
Zum 31. Dezember 1971 wurde die bis dahin selbständige Gemeinde Tann im Zuge der Gebietsreform in Hessen auf freiwilliger Basis in die neue Gemeinde Ludwigsau eingegliedert.
Für alle ehemals eigenständigen Gemeinden von Ludwigsau wurde je ein Ortsbezirk mit Ortsbeirat und Ortsvorsteher nach der Hessischen Gemeindeordnung gebildet.

## Bevölkerung
Einwohnerstruktur 2011
Nach den Erhebungen des Zensus 2011 lebten am Stichtag dem 9. Mai 2011 in Tann 330 Einwohner. Darunter waren 3 (0,9 %) Ausländer.
Nach dem Lebensalter waren 63 Einwohner unter 18 Jahren, 129 zwischen 18 und 49, 75 zwischen 50 und 93 und 63 Einwohner waren älter.
Die Einwohner lebten in 144 Haushalten. Davon waren 39 Singlehaushalte, 30 Paare ohne Kinder und 57 Paare mit Kindern, sowie 15 Alleinerziehende und 3 Wohngemeinschaften. In 30 Haushalten lebten ausschließlich Senioren und in 96 Haushaltungen lebten keine Senioren.
Einwohnerentwicklung
| Tann: Einwohnerzahlen von 1834 bis 2011 | Tann: Einwohnerzahlen von 1834 bis 2011 | Tann: Einwohnerzahlen von 1834 bis 2011 | Tann: Einwohnerzahlen von 1834 bis 2011 | Tann: Einwohnerzahlen von 1834 bis 2011 |
| --- | --------------------------------------- | --------------------------------------- | --------------------------------------- | --------------------------------------- |
| Jahr |                                         |                                         |                                         | Einwohner                               |
| 1834 | 1834                                    |                                         | 434                                     | 434                                     |
| 1840 | 1840                                    |                                         | 465                                     | 465                                     |
| 1846 | 1846                                    |                                         | 511                                     | 511                                     |
| 1852 | 1852                                    |                                         | 496                                     | 496                                     |
| 1858 | 1858                                    |                                         | 472                                     | 472                                     |
| 1864 | 1864                                    |                                         | 422                                     | 422                                     |
| 1871 | 1871                                    |                                         | 423                                     | 423                                     |
| 1875 | 1875                                    |                                         | 395                                     | 395                                     |
| 1885 | 1885                                    |                                         | 320                                     | 320                                     |
| 1895 | 1895                                    |                                         | 298                                     | 298                                     |
| 1905 | 1905                                    |                                         | 302                                     | 302                                     |
| 1910 | 1910                                    |                                         | 304                                     | 304                                     |
| 1925 | 1925                                    |                                         | 296                                     | 296                                     |
| 1939 | 1939                                    |                                         | 295                                     | 295                                     |
| 1946 | 1946                                    |                                         | 457                                     | 457                                     |
| 1950 | 1950                                    |                                         | 412                                     | 412                                     |
| 1956 | 1956                                    |                                         | 359                                     | 359                                     |
| 1961 | 1961                                    |                                         | 331                                     | 331                                     |
| 1967 | 1967                                    |                                         | 323                                     | 323                                     |
| 1970 | 1970                                    |                                         | 343                                     | 343                                     |
| 1980 | 1980                                    |                                         | ?                                       | ?                                       |
| 1990 | 1990                                    |                                         | ?                                       | ?                                       |
| 2000 | 2000                                    |                                         | ?                                       | ?                                       |
| 2011 | 2011                                    |                                         | 330                                     | 330                                     |
| Datenquelle: Historisches Gemeindeverzeichnis für Hessen: Die Bevölkerung der Gemeinden 1834 bis 1967. Wiesbaden: Hessisches Statistisches Landesamt, 1968. Weitere Quellen: LAGIS; Zensus 2011 |                                         |                                         |                                         |                                         |

Historische Religionszugehörigkeit
| • 1885: | 319 evangelische (= 99,69 %), ein katholischer (= 0,31 %) Einwohner |
| • 1961: | 305 evangelische (= 92,15 %), 20 katholische (= 6,04 %) Einwohner   |

## Politik
Für Tann besteht ein Ortsbezirk (Gebiete der ehemaligen Gemeinde Tann) mit Ortsbeirat und Ortsvorsteher nach der Hessischen Gemeindeordnung.
Der Ortsbeirat besteht aus fünf Mitgliedern. Seit den Kommunalwahlen in Hessen 2021 ist der Ortsvorsteher Timo Schönhauer.

## Kultur und Infrastruktur
Im Ort gibt es einen Gesangverein, den Radsportverein, den Schützenverein und die Freiwillige Feuerwehr. Sie haben sich zu einer Vereinsgemeinschaft zusammengeschlossen.
Im Ort gibt es ein Dorfgemeinschaftshaus und mit der Besengrundhalle ein multifunktionales Sport-/Veranstaltungsgebäude.
Den öffentlichen Personennahverkehr stellt die ÜWAG Bus GmbH mit der Linie 320, unter dem organisatorischen Dach des Nordhessischen Verkehrsverbund (NVV) sicher.